# Ludo Lehen
Ľudovít Lehen, známější jako Ľudo Lehen (3. června 1925, Banská Bystrica – 12. května 2014), byl mistr šachové tvorby a malíř 20. století. Inspiroval se původně Piccasovými a Modiglianiho motivy, avšak se zcela osobitým stylem a pojetím. Jeho obdiv k ženské kráse provázel celou jeho tvorbu ať již v podobě olejomalby, kresby, dřevořezby nebo intarzií. V Československu je mu přisuzováno prvenství obrazu aktu, který byl povolen ke zveřejnění.[zdroj⁠?!]

## Život
Měl čtyři další sourozence, jednoho bratra a tři sestry. V letech 1949 až 1955 studoval na Vysoké škole výtvarných umění v Bratislavě. Byl žákem profesorů D. Millyho a V. Hložníka.
V letech 1956 a 1957 vyhrál 1. ceny v národních soutěžích Slovenské realistické malby. V roce 1958 obdržel v celonárodní soutěži grafiky 2. cenu. V počátku 60. let vystavoval grafiky v Bruselu, v Sovětském svazu a v Číně. V roce 1961 se narodila jeho druhá dcera Taťána. V roce 1962 byl zatčen a odsouzen z politických důvodů na 11 let. Jeho mladé manželství nemohlo vydržet tak dlouhý, byť nespravedlivý, trest odloučení. V roce 1966, v době, kdy začal na Slovensku pokus o obrodný proces KSČ a nápravu křivd neprávem odsouzeným v souvislosti s působením Dubčeka, mu bylo povoleno ve věznici v Leopoldově malovat. Pro veřejnost, ještě v době, kdy byl vězněm, byly uspořádány v Leopoldově dvě jeho samostatné výstavy. V roce 1968 byl propuštěn na základě presidentské amnestie avšak rehabilitace, která mu byla přiznána jako neprávem trestanému politickému vězni, nebyla v dobách 70. let dalších normalizačních persekucí v ČSSR respektována, podobně jako tomu bylo u tisíců bývalých rehabilitovaných politických vězňů. Vyhrál veřejnou soutěž na tvorbu opony Košického divadla. Při dokončování politická normalizační komise cenzurující práci českých a slovenských umělců opět nedovolila, aby byla opona v divadle instalována. Sílu do další umělecké tvorby a do života mu poskytovali vedle dvou dcer jeho přátelé z kruhu kompozičních šachistů. Stal se jedním z nejlepších slovenských šachových skladatelů. Ve svých šachových úlohách dokázal mistrovsky aplikovat umělecké zásady společné malířství a kompozičnímu šachu. V roce 1973 měl výstavu tapisérií v Trenčíně. Z těch však je u něj v současnosti dochována jediná. Od této doby se věnoval výhradně tvorbě obrazů, koláží a dřevorytů zpravidla s tematikou vlnících se Madon a Venuší, vzývajících lidskou obrazotvornost v osobitém stylu, tvořil také portréty, zátiší a výjimečně, pro přátele i krajinu.
Některé jeho práce představují osobní zkušenosti oživené prostřednictvím snů. Několik jeho děl je nyní ve vlastnictví Slovenské národní galerie v Bratislavě, Trenčíně a Banské Bystrici. Žil a tvořil ve svém bytě na sídlišti Petržalka v Bratislavě, který mu sloužil současně jako malířský ateliér. Ľudovít Lehen zemřel 12. května 2014. Jeho dcerou je Taťjana Lehenová, slovenská poetička.

## Výstavy na Slovensku

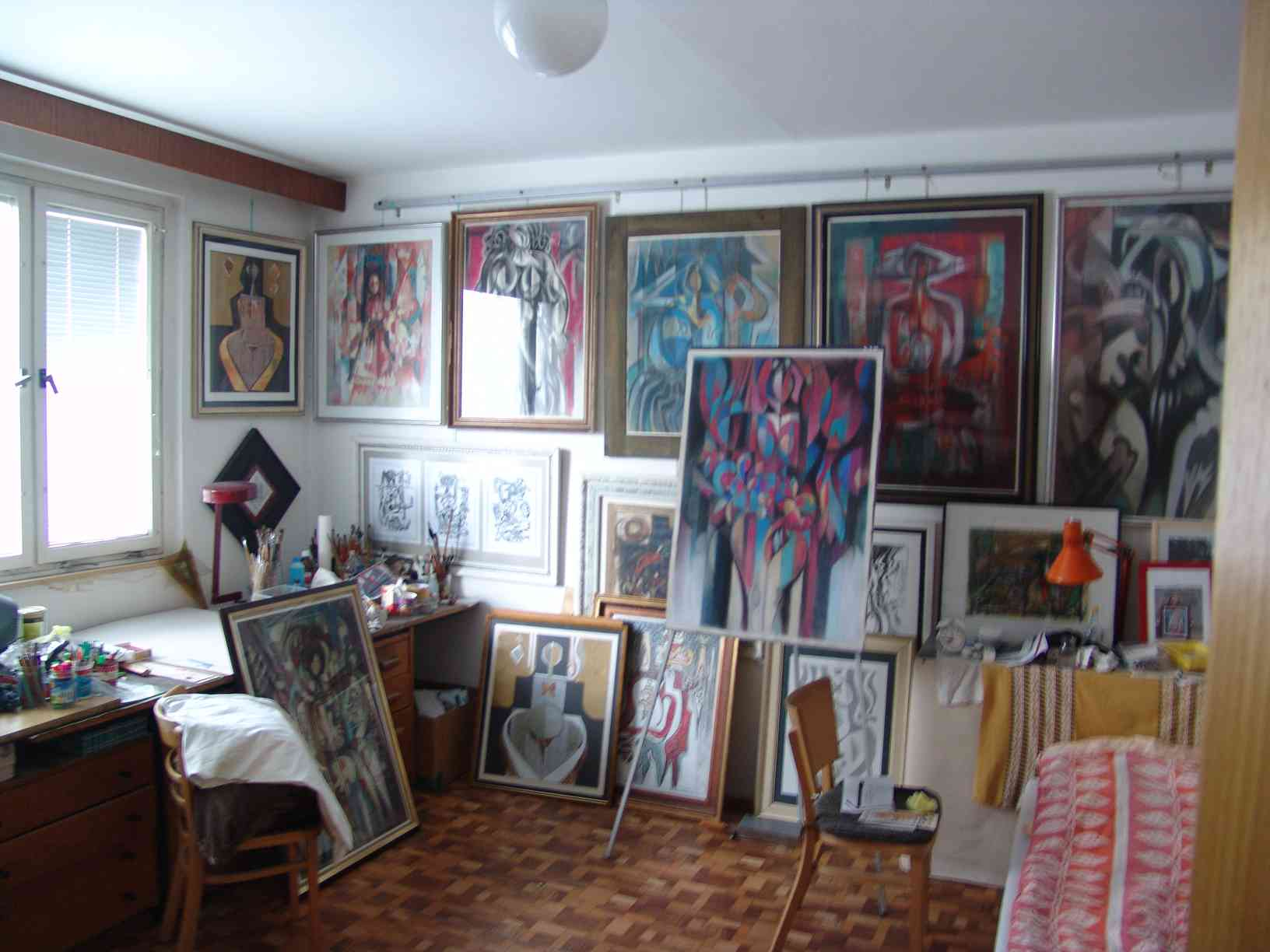
Ateliér Ľuda Lehena, 2008

- 1967 – Leopoldov
- 1968 – Leopoldov
- 1973 – Trenčín – Art Protisy
- 1985 – Šaľa – Pastely
- 1998 – Galanta – Výběr z tvorby
- 2001 – Bratislava – AKTY
- 2003 – Bratislava